# Hrvatski vaterpolski savez
Hrvatski vaterpolski savez je hrvatska krovna vaterpolska organizacija.
Međunarodni naziv za Hrvatski vaterpolski savez je Croatian Water Polo Federation.
Utemeljen je 21. svibnja 1971. u Splitu.
Od međunarodnih organizacija, članom je Ligue Europeene de Natation - LENA-e i Fédération Internationale de Natation Amateur - FINA-e) od 7. veljače 1992. godine.
Sjedište savezu je na adresi Trg Krešimira Ćosića 11, u Zagrebu.
2007. savez je dobitnik Državne nagrade za šport "Franjo Bučar". 

## Vanjske poveznice
- http://www.hvs.hr Službene stranice